# Народная демократия
Наро́дная демокра́тия — теоретическая концепция марксизма-ленинизма и форма политической организации общества, которая сложилась после Второй мировой войны в контексте так называемых «народно-демократических революций» и теоретически позволила создать многоклассовую, многопартийную демократию на пути к социализму. Народная демократия рассматривалась как новая форма перехода к социализму, которая развилась в ходе Второй мировой войны и продолжалась по её окончании в ряде стран Европы (в том числе в Центральной и Восточной Европе — Албании, Болгарии, Венгрии, ГДР, Польше, Румынии, Чехословакии, Югославии) и Азии (КНР, КНДР, Вьетнаме). Народная демократия рассматривалась как промежуточный этап при переходе от «буржуазной демократии» к «диктатуре пролетариата».

## Политика
В политическом плане страны народной демократии характеризовались формальной многопартийностью и нахождением у власти правительств Национальных (Народных) фронтов во главе с коммунистическими партиями.
Национальные фронты в Европе возникли для решения общенациональных задач — освобождения от фашизма, восстановления национальной независимости, обеспечение демократических свобод населению. В состав фронтов входили рабочие, крестьянские, мелкобуржуазные, а в некоторых странах и буржуазные партии. Правительства Национальных фронтов пришли к власти во всех странах Центральной и Юго-Восточной Европы в 1943—1945 годах. В Албании и Югославии, где ведущую роль в народно-освободительной борьбе и Национальных фронтах играли коммунисты, они и возглавили новые правительства, в других странах были созданы коалиционные правительства.
Социалистические преобразования в рамках «Народно-демократической революции» осуществлялись с использованием парламента, в рамках буржуазной конституции. Слом старой государственной машины происходил более постепенно, чем в СССР, некоторое время сохранялись старые политические формы. Одной из отличительных черт народной демократии являлось, как правило, сохранение всеобщего и равного избирательного права за всеми гражданами, включая буржуазию. При этом в Румынии, Венгрии и Болгарии некоторое время сохранялся институт монархии.

## Экономика и социальная сфера
Политикой Национальных фронтов предусматривалось изъятие собственности «фашистов и их сообщников», такие предприятия переходили под государственное управление. Прямого требования ликвидации капиталистической собственности не выдвигалось. При сохранении частных и кооперативных предприятий значительно большую, чем в довоенный период, роль стал играть государственный сектор экономики.
В странах народной демократии осуществлялась аграрная реформа, в результате которой проводилась ликвидация крупного помещичьего землевладения по принципу «Земля принадлежит тем, кто её обрабатывает». Конфискованная земля, в первую очередь — у сотрудничавших с оккупантами землевладельцев — передавалась частично крестьянам (за невысокую плату), частично переходила к государству. В тех странах, с территорий которых происходило выселение немцев на территорию Германии (Польше, Чехословакии и Югославии), их земли также конфисковывались.

## Международные отношения
В своей внешней политике страны народной демократии в значительной мере ориентировались на Советский Союз. С рядом правительств ещё во время войны были подписаны договоры о дружбе, взаимной помощи и послевоенном сотрудничестве (с Чехословакией — декабрь 1943 года, с Югославией и Польшей — апрель 1945 года). В бывших союзниках гитлеровской Германии (Болгарии, Венгрии и Румынии) действовали Союзные контрольные комиссии с участием представителей СССР, США и Великобритании, однако присутствие советских войск позволяло СССР оказывать большее влияние на политику и экономику этих стран.

## Цели и итоги
Создание народно-демократических правительств позволило коммунистам прийти к власти и начать строительство социализма мирным и плавным путём, без гражданских войн и общественных потрясений, на основе межклассового союза и вовлечения в политическую жизнь широкого круга политических сил, то есть иначе, чем это происходило в СССР. Однако с началом Холодной войны и усилением экономического и политического противостояния произошло ужесточение политического режима и ускорение во многих странах перехода к социалистическим формам в экономике. К середине 1947 года во многих странах коммунистические партии вытеснили из Национальных фронтов своих союзников справа и укрепили свои позиции в руководстве государством и экономической жизнью.
В 50-е — 80-е годы XX века термин страны народной демократии часто применялся для обозначения совокупности всех социалистических стран с многопартийной системой.

## Страны и фронты
| Флаг  | Название республик                                        | Народно-демократическая революция | Фронт |
| ----- | --------------------------------------------------------- | --------------------------------- | --- |
| Алжир | Алжирская Народная Демократическая Республика (АНДР)      | 1962 г.                           | Фронт национального освобождения                                                                         |
|       | Народная Социалистическая Республика Албания (НСРА)       | 1944—1945 гг.                     | Демократический фронт Албании                                                                            |
|       | Народная Республика Ангола (НРА)                          | 1975 г.                           | Народное движение за освобождение Анголы — Партия труда                                                  |
|       | Демократическая Республика Афганистан (ДРА)               | 1978 г.                           | Объединенный фронт коммунистов Афганистана                                                               |
|       | Народная Республика Болгария (НРБ)                        | 1944 г.                           | Отечественный фронт                                                                                      |
|       | Венгерская Народная Республика (ВНР)                      | 1947—1949 гг.                     | Венгерский национальный фронт независимости Отечественный народный фронт                                 |
|       | Демократическая республика Вьетнам (ДРВ)                  | 1945 г.                           | Вьетминь/Льен-Вьет Отечественный фронт Вьетнама                                                          |
|       | Социалистическая республика Вьетнам (СРВ)                 | 1978 г.                           | Отечественный фронт Вьетнама                                                                             |
|       | Социалистическая Народная Ливийская Арабская Джамахирия   | 1977 г.                           | Всеобщий народный конгресс Ливии                                                                         |
|       | Германская Демократическая Республика (ГДР)               | 1949 г.                           | Демократический блок Национальный фронт ГДР                                                              |
|       | Народно-Революционное Правительство Гренады (НРПГ)        | 1979 г.                           | Совместные усилия в области социального обеспечения, образования и освобождения                          |
|       | Народная Демократическая Республика Йемен (НДРЙ)          | 1967 г.                           | Фронт национального освобождения Южного Йемена                                                           |
|       | Демократическая Кампучия (ДК)                             | 1976 г.                           | Национальный единый фронт Кампучии                                                                       |
|       | Народная Республика Кампучия (НРК)                        | 1979 г.                           | Единый фронт национального спасения Кампучии Единый фронт национального строительства и обороны Кампучии |
|       | Китайская Народная Республика (КНР)                       | 1949 г.                           | Патриотический единый фронт китайского народа                                                            |
|       | Корейская Народно-Демократическая Республика (КНДР)       | 1948 г.                           | Единый демократический отечественный фронт                                                               |
|       | Республика Куба (РК)                                      | 1959 г.                           | Движение 26 июля Революционный директорат 13 марта                                                       |
|       | Лаосская Народно-Демократическая Республика (ЛНДР)        | 1975 г.                           | Патет Лао Фронт национального строительства Лаоса                                                        |
|       | Народная Республика Мозамбик (НРМ)                        | 1975 г.                           | Фронт освобождения Мозамбика                                                                             |
|       | Республика Никарагуа (РН)                                 | 1979 г.                           | Сандинистский фронт национального освобождения                                                           |
|       | Польская Народная Республика (ПНР)                        | 1952 г.                           | Национальный фронт Фронт единства народа Патриотическое движение национального возрождения               |
|       | Социалистическая Республика Румыния (СРР)                 | 1944—1947 гг.                     | Народно-демократический фронт Фронт демократии и социалистического единства                              |
|       | Чехословацкая Социалистическая Республика (ЧССР)          | 1945—1948 гг.                     | Национальный фронт Чехословакии                                                                          |
|       | Социалистическая Федеративная Республика Югославия (СФРЮ) | 1945 г.                           | Единый народно-освободительный фронт Югославии Социалистический союз трудового народа Югославии          |